# Маямі Марлінс
«Маямі Марлінс» (англ. Miami Marlins) заснована у 1993 професійна бейсбольна команда розташована в місті Маямі-Ґарденс у штаті Флорида. Команда є членом Східного дивізіону, Національної бейсбольної ліги, Головної бейсбольної ліги.
Домашнім полем для «Маямі Марлінс» — Долфін-стадіум.  
«Марлінс» вигравали Світову серію у 1997 і 2003 роках.

## Посилання

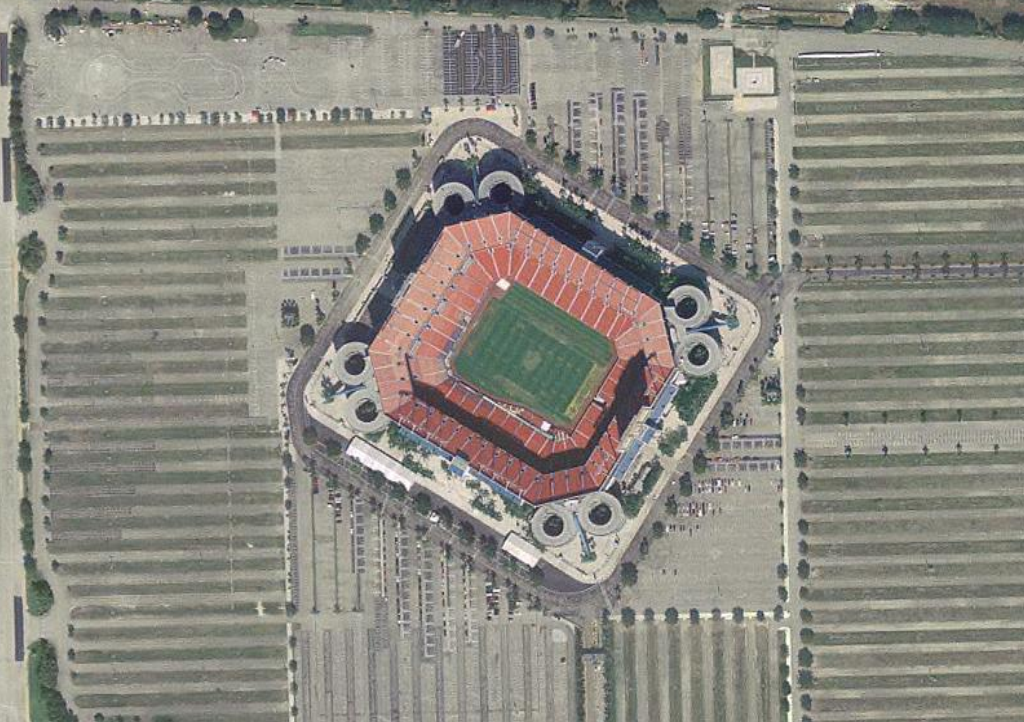
Долфін-стадіум